# 勝利のテーマ (ヘジ・グローボ)
勝利のテーマ（ポルトガル語: Tema da Vitória）は、ブラジル人作曲家エドゥアルド・ソウト・ネトによって作曲された無声の楽曲である。この楽曲はブラジルのテレビ局であるヘジ・グローボ（TVグローボ）の依頼によりフォーミュラ1（F1）のテレビ中継中に使用する目的で作曲されたもので、完成後は同局の放送で広く使われるようになった。

## 概要
この曲はF1でブラジル人ドライバーが優勝した際に、ヘジ・グローボのテレビ中継においてゴール直後に流される曲として知られている。1983年から使われ始めた曲で、アイルトン・セナの優勝のほとんど全てで使用されたことから、同国ではセナのテーマとみなされている曲でもある。同局のジョルナル・ナシオナルのF1ニュースや、F1中継の番組宣伝においても使用されることがある。
F1以外では、FIFAワールドカップにおいてサッカーブラジル代表が4度目の優勝を果たした1994年大会と、5度目の優勝を果たした2002年大会で、決勝試合の中継において勝利後にこの曲が使用されている。

## 沿革
F1中継において独自の曲を用いるというアイデアは、ヘジ・グローボでF1中継の担当ディレクターを務めていたアロイシオ・レジ―（Aloysio Legey）の発案によるものである。演奏はブラジルの音楽グループで同局の番組向けの音楽制作に深く関わっていたホウパ・ノヴァが担当し、原曲は1981年に録音された。曲は1983年ブラジルグランプリでネルソン・ピケが優勝した際に初めて放送で使用された。
この「勝利のテーマ」は元々はブラジルグランプリの優勝者に捧げるための曲として作曲されており、ドライバーの国籍をブラジル人に限定したものではなく、1983年ブラジルグランプリの勝者がブラジル人のピケだったのは単なる偶然だった。そのため、翌年のブラジルグランプリでフランス人のアラン・プロストが優勝した際にもこの曲は使用された。
しかし、外国人ドライバーに対してこの曲を使用することは相応しくないと考えられるようになり、翌1985年のブラジルグランプリでプロストが優勝した際はこの曲は使用されなかった。
1986年ブラジルグランプリ（同年の開幕戦）はピケとアイルトン・セナが優勝と2位を占める結果となり、この時に勝利のテーマの使用が再開され、以降、この曲はブラジルGPに限らず、ブラジル人ドライバーがF1で優勝した時に流される曲ということに扱いが変わった。当時はピケに続いて、セナも活躍をしていた時期であり、1988年以降のセナの全盛期とも重なり、勝利を重ねた「セナの曲」としてブラジル国内では定着することになる。
結果として、この曲はセナのために特別に作られた曲だという誤解が、ブラジル国内では広く広がることになった。

### セナの死後
1993年オーストラリアグランプリでセナが挙げた最後の勝利の後（セナは翌年5月に事故死）、ブラジル人ドライバーが優勝から遠ざかったことにより、2000年ドイツグランプリでルーベンス・バリチェロが優勝を遂げるまでの7年間、この曲がF1中継で使用されることはなかった。
その後、2006年トルコグランプリでフェリペ・マッサが初優勝を遂げ、以降はマッサが優勝した際にもこの曲が使用されるようになった。
2009年ヨーロッパグランプリではバリチェロがブラジル人ドライバーでは通算100勝目となる勝利を挙げ、この際は特別バージョンの曲が使用された。バリチェロは2戦後の2009年イタリアグランプリでも優勝を飾り、以降はブラジル人ドライバーがF1で優勝することはなくなったため、2023年現在、このレースがF1の優勝者に「勝利のテーマ」が流された最後の例となっている。

## F1における使用
この曲は同局のF1中継において、計73回使用された（2022年終了時点）。
F1において、（1982年以前の分も含め）ブラジル人ドライバーが挙げた通算101勝の内、71レースの中継でこの曲が使用された（内訳を下記）。
- アイルトン・セナ - 通算41勝の内、39レースにおいて使用された[3]。1985年に記録した最初の2勝が例外となる。
- ネルソン・ピケ - 11レースにおいて使用された[3]。
- ルーベンス・バリチェロ - 通算11勝の全てのレースにおいて使用された[3]。
- フェリペ・マッサ - 通算11勝の内、10レースにおいて使用された[3]。例外は後述。

### 例外
使用回数とブラジル人ドライバーの優勝回数が合っていないのは例外がいくつかあったためである。特殊な例として、セナがトップでチェッカーを受けたものの失格になった1989年日本グランプリでは、セナがチェッカーを受けた時点で勝利のテーマが流されている。逆のケースとして、2008年ベルギーグランプリでは、繰り上がりで優勝したマッサはゴール時点では2番手だったため勝利のテーマは流されていない。
また、レースが赤旗による中断から再開せず成立（終了）した1991年オーストラリアグランプリ（セナが優勝した）では、表彰式で勝利のテーマが流された。
外国人ドライバーの優勝に対して使用された例も2回ある。ひとつは1984年ブラジルグランプリのプロストの例である。もうひとつは1991年日本グランプリのゲルハルト・ベルガーで、トップを走行していたセナがゴール直前でチームメイトのベルガーに優勝を譲り、この時はベルガーに対して勝利のテーマが使用された。

### 現状
ブラジル人として最後のF1フル参戦ドライバーであるフェリペ・マッサは2017年にF1を引退しており、以降、（スポット参戦を除くと）ブラジル人ドライバーはF1で走っていない。
また、ヘジ・グローボはF1との40年近くに及ぶ放送契約を2020年限りで失っている（リバティメディアとの関係悪化のため）。2021年から新たにブラジルでF1の放送を引き継いだバンデランテスがこの曲を使用できるかは不明である。また、バンデランテスの契約は短期間のため、グローボがF1と再契約する可能性も2023年現在たびたび噂されている。

## FIFAワールドカップにおける使用
この曲はFIFAワールドカップでサッカーブラジル代表が優勝を果たした際にも、決勝試合で優勝を決めた時点で使用されている。
1994年のFIFAワールドカップにおいて、サッカーブラジル代表が4度目の優勝を遂げた際にヘジ・グローボの中継でこの曲は使用された。これは同年に死去したセナに捧げる意味合いのあるもので、優勝したブラジル代表もこの時の優勝をセナに捧げている。
2002年のFIFAワールドカップにおいて、横浜国際総合競技場で開催された決勝戦でブラジル代表が5度目の優勝を遂げた時も、この曲が使用された。この際、同局の実況を担当していたガルヴァオン・ブエノは、セナが生涯で獲得した3度のF1ワールドチャンピオンタイトルをいずれも日本の鈴鹿サーキットで獲得していることを述べた。

## 派生曲
セナの死から10年経った2004年、オーケストラバージョンが製作され、作曲者のネトの指揮により演奏が行われた。
2010年にアイルトン・セナの甥であるブルーノ・セナがF1デビューするにあたり、ブルーノのスポンサーは原曲の作曲者であるネトにブルーノ用のテーマの作曲を依頼し、これは勝利のテーマと似通った曲となった。